# جريج جيرمان
جريج جيرمان (بالفرنسية: Greg Germain )‏ (و. 1947 – م) هو ممثل، وممثل دُبلاج، من فرنسا، ولد في بوانت-آه-بيتر.

## وصلات خارجية
- جريج جيرمان على موقع IMDb (الإنجليزية)
- جريج جيرمان على موقع ألو سيني (الفرنسية)
- جريج جيرمان على موقع أول موفي (الإنجليزية)
- جريج جيرمان على موقع قاعدة بيانات الفيلم (الإنجليزية)
- جريج جيرمان على موقع كينوبويسك (الروسية)